# The Hill (Dunlop)
The Hill ist der Name eines Bauernhofes nahe der schottischen Ortschaft Dunlop in der Council Area East Ayrshire. 1971 wurde das Bauwerk in die schottischen Denkmallisten in der höchsten Denkmalkategorie A aufgenommen. Es gilt als gutes Beispiel für den traditionellen Stil landwirtschaftlicher Gebäude im historischen Ayrshire.

## Geschichte
Es wird davon ausgegangen, dass die Ländereien bereits vor dem Bau von The Hill zu landwirtschaftlichen Zwecken genutzt wurden und sich ein entsprechender Bauernhof am Standort befand. Hierauf deutet unter anderem die Jahresangabe 1669 auf einem Türsturz hin, welche aber stilistisch nicht mit der Architektur des Gebäudes in Einklang zu bringen ist. Die heutige Nordstallung sowie die Molkerei stammen wahrscheinlich aus den 1740er Jahren, wobei letzteres Gebäude noch im 18. Jahrhundert an der Ostseite erweitert wurde. Möglicherweise wurden Fragmente älterer Bauwerke in den Neubau integriert. Das Hauptgebäude wurde hingegen zwischen 1744 und 1794 erbaut, wahrscheinlich um 1760.
Eine weitere Bauphase trat im frühen 19. Jahrhundert ein. So wurde im Jahre 1803 die östliche Stallung hinzugefügt und der Zufahrtsweg 1817 neu gestaltet. Eine Verbindung zwischen Bauernhaus und Molkerei wird auf das Jahr 1855 datiert, wobei diese Angabe im Hinblick auf die Holzarbeiten im Inneren, deren Ausführung das frühe 19. Jahrhundert nahelegen, unwahrscheinlich erscheint. Um 1900 wurde das Bauernhaus renoviert, wobei jedoch die ursprüngliche Architektur weitgehend unverändert blieb. Um 1920 wurde schließlich an der Rückseite ein Anbau mit Badezimmer hinzugefügt. The Hill gilt als der älteste, weitgehend im Originalzustand erhaltene Bauernhof im Parish Dunlop.
Im Jahre 2008 wurde The Hill in das Register gefährdeter denkmalgeschützter Bauwerke in Schottland aufgenommen. Sein Zustand wurde jedoch 2010 als gut und die Gefährdung als minimal eingestuft.

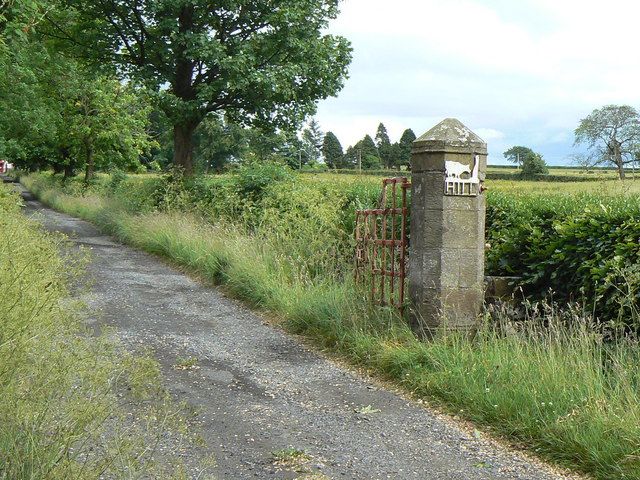
Pforte von The Hill

## Beschreibung
Der Bauernhof liegt abseits der A735 wenige hundert Meter südöstlich von Dunlop. Er weist einen U-förmigen Grundriss auf, wobei das zweistöckige Bauernhaus beide Schenkel verbindet. Dieses ist traditionell gestaltet und drei Achsen weit. Herauszustellen sind die schlichten, aber dekorativen und fachkundig ausgeführten Holzarbeiten im Inneren. Auch der aus dem frühen 19. Jahrhundert stammende georgianische Kamin ist nahezu unverändert erhalten. Der rückwärtige Anbau aus dem frühen 20. Jahrhundert schließt mit einem Walmdach ab. An der Nordseite schließt sich ein zweistöckiger Gebäudeteil an, von welchem die niedrigeren Stallungen in westlicher Richtung abgehen.
Mit Ausnahme des rückwärtigen Anbaus schließen alle Gebäude mit schiefergedeckten Satteldächern ab. Eine niedrige Bruchsteinmauer umfriedet das Anwesen. Zwei Torpfosten mit oktogonalem Grundriss begrenzen die westlich gelegene Hauptzufahrt. Sie sind mit Friesen und zeltförmigen Kappen gestaltet und tragen ein zweiflügliges schmiedeeisernes Tor.